# Szeraszker
Szerászker vagy szeraszker vagy szeraszkir (törökül: serasker, régi arab írásjelekkel: سرعسکر , fonetikusan: [ˈseɾaskeɾ]; újgörög nyelven: σερασκέρης , ejtsd [szeraszkéresz];  arab-perzsa eredetű török kifejezés, eredeti jelentése kb. „a hadsereg feje, főhadparancsnok, fővezér”. Az Oszmán Birodalom idején (1826-ig) a török szárazföldi hadsereg parancsnokának címzése. 1826 után (majd később, a Török Köztársaságban is) a hadügyminiszter megnevezése.

## A fogalom változásai
Az Oszmán Birodalomban (1826-ig) a szerászker a vezírek között a legmagasabb katonai rendfokozatot és beosztást jelentette, egy hadra kelt szárazföldi hadsereg vezénylő főparancsnokát. Rangja nagyjából az európai vezértábornagynak (marsallnak) felelt meg.
A oszmán haderő hadjáratait rendszerint a nagyvezír és a szerászker közösen vezették. Olyan hadjáratokban, ahol sem a szultán, sem a nagyvezír nem vett részt, a szeraszker (más néven „szerdár”) önálló főparancsnokként irányította a hadsereget. Ha a nagyvezír vezette a hadjáratot, „főszerdárnak” nevezték.) A szultán közvetlen környezetének több tagja kapott szeraszkeri méltóságot, vagy valódi katonai tehetségükért, vagy a szultánnak tett személyes szolgálataik elismeréseképpen. A címet a szultán adományozta és vette vissza, saját tetszése szerint.
A szerászker harci jelvénye 3 lófarkas zászló volt. (A nagyvezírt 5, szultánt 9 lófarkas zászló illette meg).
A II. Mahmud szultán által bevezetett politikai és hadsereg-szervezési reformok során (1826-tól), a szeraszker lett a teljes oszmán haderő legfőbb irányítója. A cím magában foglalt több más megszüntetett katonai főméltóságot is, így a seyfiyye és a janicsár aga hatáskörét is.
1839-ben, a „Tanzimat” néven ismert politikai reformidőszak (1839–1876) elején, létrehozták az igen széles körű hatalommal felruházott, önálló költségvetéssel és kincstárral rendelkező hadügyminiszteri intézményt, ettől kezdve a szerászker címet az oszmán hadügyminiszter viselte.
1879-ben II. Abdul-Hamid szultán korlátozta a szerászker hatalmi jogosítványait, 1908-tól az európai intézményekhez hasonló felépítésű hadügyminisztériumot szerveztek, azóta a szerászker szó az oszmán (török) hadügyminisztert jelenti. Az oszmán hadügyminisztérium neve törökül (fonetikusan kb.) szeraszkir-kapuszu volt (szó szerint kb. „a főhadparancsnok portája”). 1970-től a török hadügyminisztérium elnevezése Nemzeti Honvédelmi Minisztériumra (Millî Savunma Bakanlığı) változott.

## Ismertebb oszmán szerászkerek
- Pargali Ibrahim pasa (1493–1536), haláláig I. Szulejmán szultán hadseregparancsnoka, aki ezzel egy időben a nagyvezíri rangot is viselte.
- Ahmed pasa, szerászker (16. század), az 1552. évi magyarországi hadjárat vezénylő parancsnoka.[8]
- Ibrahim pasa, szerászker (†1691), Köprülü Musztafa nagyvezírrel együtt elesett a szalánkeméni csatában.
- Mehmed Rıza Paşa (1809–1877), Serasker Rıza Paşa, főhadparancsnok a krími háború idején.
- Mehmet Namık Paşa (1804–1892),[9] az Oszmán Katonai Akadémia alapítója, Bagdad alkirálya, londoni nagykövet, hadügyminiszter.